# دهه ۷۵۰ (پیش از میلاد)

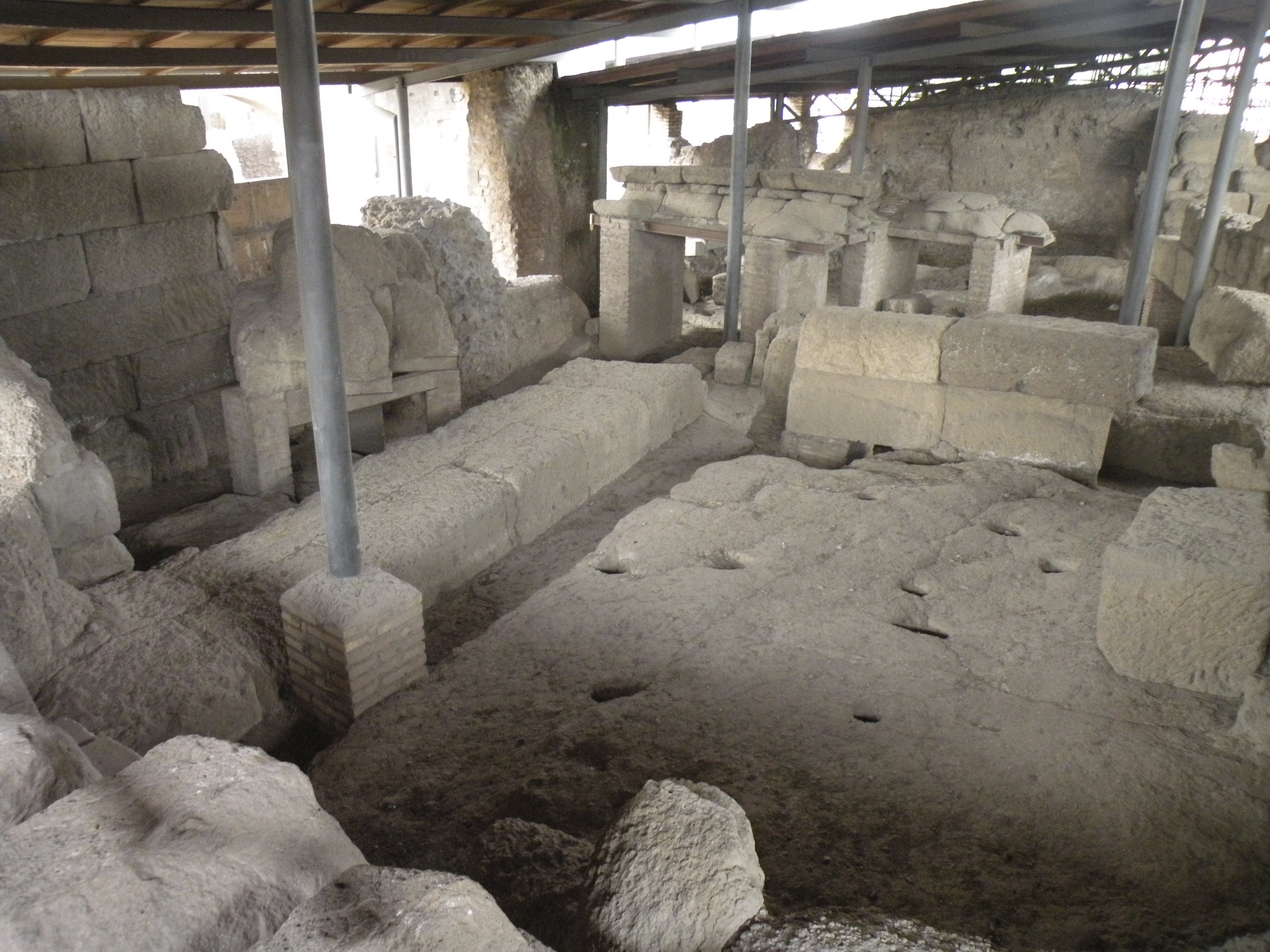
تپه پالاتین.خانه رومولوس

دهه ۷۵۰ (پیش از میلاد) ۷۵مین دهه قبل از مبدا شروع تقویم میلادی است.